# Palisadia
Palisadia is een geslacht van weekdieren uit de klasse van de Gastropoda (slakken).

## Soorten
- † Palisadia dockeryi Lozouet, 1999
- Palisadia rittneri Mienis, 2017
- Palisadia subulata Laseron, 1956